# Гексацианоферрат(III) железа(II)
Гексацианоферрат(III) железа(II) — неорганическое соединение, 
соль железа и гексацианожелезной(III) кислоты с формулой Fe3[Fe(CN)6]2,
тёмно-синие кристаллы,
не растворяется в воде.

## Физические свойства
Гексацианоферрат(III) железа(II) образует тёмно-синие кристаллы,
не растворяется в воде и этаноле.
Раньше формула Fe3[Fe(CN)6]2 приписывалась турнбулевой сини.